# 1706 Dieckvoss
1706 Dieckvoss (1931 TS) là một tiểu hành tinh vành đai chính được phát hiện ngày 5 tháng 10 năm 1931 bởi Reinmuth, K. ở Heidelberg.